# Carreteras de Puerto Rico
El sistema de carreteras de Puerto Rico se compone de aproximadamente 14 400 kilómetros (8948 millas) de rutas estatales en Puerto Rico, mantenido por el Departamento de Transportación y Obras Públicas (DTOP). El sistema vial se divide en cuatro redes: red primaria, red primaria urbana, red secundaria —o intermunicipal— y red terciaria —o local—. Las carreteras pueden pertenecer a más de una de red y retener su número.

## Historia
Las primeras rutas principales en Puerto Rico fueron construidas bajo el Gobierno de España antes de que Puerto Rico fuera cedido a los Estados Unidos. El Real Decreto del 22 de enero de 1886, llamado «Ley de carreteras para la Isla de Puerto Rico», fue aprobado y describió las carreteras de la isla de Puerto Rico.
Las primeras carreteras de Puerto Rico fueron pavimentadas con macadán, una capa de roca y cemento triturados. Las vías fueron mantenidas por los peones camineros. Estos trabajadores vivían con sus familias en las casillas, unos edificios ubicados a lo largo de cada ruta. A los peones se les encargó identificar cuándo se necesitaban realizar reparaciones en las vías. Siguiendo el sistema utilizado en España, los edificios se espaciaron a unos 6 km (4 mi) de distancia y, diariamente, los peones caminaban a lo largo de su tramo de ruta asignado, los 3 km (2 mi) a la izquierda y derecha de su hogar para inspeccionar visualmente el camino. Normalmente había dos familias viviendo en cada casilla: un trabajador, su aprendiz y sus familias. El Departamento de Obras Públicas era parte del Departamento del Interior. Ambas agencias llevaron a cabo una serie de concursos que identificaban las carreteras que se habían mantenido mejor, para que los trabajadores pudieran ser reconocidos y recompensados.
Este sistema fue muy efectivo para mantener la condición de las carreteras, de modo que después del Tratado de París (1898), cuando Estados Unidos evaluó las carreteras de Puerto Rico, encontraron una vía que, según admitían, era la mejor en las Américas. Llamaron la carretera Central de Puerto Rico como «la mejor carretera del hemisferio occidental». Estados Unidos también señaló lo siguiente: «En cuanto a las carreteras, hay de todo tipo. El Estado ha construido 285 mi (459 km) de carreteras bien hechas y en buen estado. Entre estas se encuentra la de San Juan a Ponce con un ramal de Cayey a Guayama. La mayoría de los otros caminos en Puerto Rico son intransitables, excepto a caballo». A finales del siglo XIX, los caminos mencionados eran intransitables a caballo y en carruaje.
En 1905, Estados Unidos suspendió el sistema de los peones y una vez que los camineros ya no realizaban una inspección visual diaria, las carreteras se deterioraron rápidamente. Cuando el sistema se restableció nueve años más tarde, nuevamente las carreteras se inspeccionaron diariamente hasta 1950, cuando el sistema se terminó definitivamente. En 1940, Estados Unidos se centró en mejorar la capacidad de manejar el transporte de equipo pesado por carreteras y puentes hacia y desde las bases militares, con un enfoque en la defensa nacional.

## Mantenimiento
Las carreteras del sistema de carreteras de Puerto Rico, independientemente de su clasificación de red, son mantenidas por el Departamento de Transportación y Obras Públicas (DTOP), centralizado a nivel estatal. Los Gobiernos municipales no son responsables del mantenimiento de las carreteras del sistema dentro de su territorio; si el Gobierno municipal es o no un gobierno autónomo, el DTOP es la agencia responsable. El DTOP mantiene una red de oficinas regionales en toda la isla que llevan a cabo el trabajo del DTOP dentro de su región multimunicipal.
En ocasiones ha habido desacuerdos sobre quién es responsable del mantenimiento de una carretera específica, como en el caso posterior al huracán María, cuando muchas carreteras sufrieron graves daños. Los Gobiernos municipales solo son responsables del mantenimiento de las calles y caminos no estatales dentro de sus jurisdicciones. A veces, el Gobierno central celebra un memorando de acuerdo con los Gobiernos municipales para el mantenimiento conjunto de una carretera del sistema de carreteras de Puerto Rico dentro de cada municipio.

## Redes viales

Identificador de la carretera 1 en la red primaria
Identificador de la carretera 1 en la red primaria urbana
Identificador de la carretera 1 en la red secundaria
Identificador de la carretera 1 en la red terciaria

### Red primaria
Las carreteras primarias están numeradas en el rango del 1 al 99 y se distribuyen aleatoriamente en toda la isla. La función de esta red consiste en facilitar el movimiento de pasajeros y carga entre las principales regiones de la isla. Su identificador consiste de un escudo azul sobre un cuadrilátero de fondo blanco.

### Red primaria urbana
Las carreteras primarias urbanas están numeradas en cualquier rango del 1 al 999 y se localizan en las principales ciudades de Puerto Rico. El propósito de esta red se basa en complementar la red primaria dentro de las áreas metropolitanas de San Juan, Ponce, Arecibo, Mayagüez, Caguas, Humacao, Guayama y Aguadilla. Su identificador es un escudo blanco sobre un cuadrilátero de fondo negro.

### Red secundaria
Las carreteras secundarias están numeradas en el rango de 100 a 299. La función de esta red se enfoca en proporcionar acceso a los municipios desde la red primaria. A diferencia de las carreteras primarias, que están numeradas aleatoriamente en toda la isla, las carreteras secundarias generalmente siguen un patrón de cuadrícula. Comienzan desde la parte suroeste de la isla con la PR-100 y aumentan su número a medida que se avanza hacia el noreste. La PR-100 se encuentra en la ciudad suroccidental de Cabo Rojo, mientras que la PR-198 se encuentra entre Juncos y Humacao, en la parte oriental de Puerto Rico. El número de carretera secundaria más alto asignado hasta febrero de 2014 es el 252 (PR-252), ubicado en el oeste de la isla-municipio de Culebra. Algunas carreteras rompen este orden de la cuadrícula; por ejemplo, la PR-199 se encuentra entre Toa Alta y Trujillo Alto, lejos de la zona este. El marcador de esta red consta de un pentágono azul con borde amarillo.

### Red terciaria
Las carreteras terciarias también siguen una cuadrícula genérica. Las ciudades que no bordean el océano Atlántico o el mar Caribe, especialmente en el área montañosa, pueden superponerse a esta cuadrícula; por ejemplo, Ciales tiene rutas en las cuadrículas 600-699 y 500-599, dependiendo del comienzo de estas vías más al norte o más al sur. Generalmente a lo largo de las áreas donde se ubican estas carreteras, cuanto menor es el número, más al sur está. Culebra es la única ciudad en Puerto Rico que no cae en ninguna de las regiones ya que solo la PR-250 y la PR-251 son las rutas principales. Toda el área metropolitana inmediata de San Juan, con la excepción de Caguas, cae en la región 800, mientras que toda la zona al este de San Juan, Caguas y Patillas cae en la región 900. Yabucoa se encuentra exactamente en el área sur-sureste y se encuentra en la región 900, mientras que Maunabo se superpone a las regiones 700 y 900. Vieques, un municipio insular en alta mar, tiene algunas carreteras en el orden 900. Esta red provee acceso a la zona urbana principal de un municipio desde las comunidades periféricas. Su marcador es un círculo u óvalo blanco dentro de un recuadro de fondo negro.
Algunas rutas están numeradas con cuatro dígitos: por ejemplo, la PR-5506. Estas rutas son ramales de carreteras terciarias de tres dígitos. Por lo tanto, la PR-5506 es un ramal de la PR-506. A menudo son ramales sin salida y son comunes en las regiones montañosas de la isla principal, pero a veces también son bucles que se ramifican de la carretera principal y eventualmente se conectan de nuevo a la misma carretera. El cuarto dígito es generalmente una repetición del primer dígito de la ruta terciaria principal en cuestión. Por lo tanto, un ramal de la PR-301 se identificaría como PR-3301, con el 3 agregado como prefijo del número de la ruta terciaria principal asociada con el ramal. Cuando la carretera tiene más de un ramal, se usa un dígito adicional no relacionado (ejemplo: PR-4301).

## Autopistas interestatales

Ruta interestatal I-PR1
Ruta interestatal I-PR2
Ruta interestatal I-PR3

De 2016 a 2020, la financiación autorizada de autopistas federales para el programa de carreteras de Puerto Rico fue de 158 millones de dólares estadounidenses por año. Dado que Puerto Rico es una isla, sus carreteras no tienen conexiones terrestres directas a ningún otro estado o territorio. Sin embargo, cuenta con tres autopistas interestatales que tienen una designación de carretera interestatal para fines administrativos y de financiación; estas son I-PR1, I-PR2 e I-PR3. A diferencia de las rutas interestatales en Hawái, las rutas interestatales de Puerto Rico no están señalizadas. Están designadas como tales porque reciben hasta el 90 % de sus fondos del sistema de autopistas interestatales ya que los residentes de Puerto Rico pagan impuestos federales sobre combustible y llantas. Hasta 2007, ninguna de las carreteras en Puerto Rico financiadas por el programa de autopistas interestatales se construyó según los estándares de autopista interestatal. A marzo de 2001, Puerto Rico tenía 410 km (255 mi) de tales caminos.
La autopista I-PR1 tiene 114,39 km (71,08 mi) de largo, la I-PR2 tiene 222,3 km (138,13 mi) de longitud y la I-PR3 tiene 65,27 km (40,56 mi) de largo. Estas rutas corren a lo largo de varias combinaciones de carreteras de Puerto Rico y no siguen la regla de números pares e impares utilizada en los Estados Unidos continentales debido a que Puerto Rico está exento de seguir ciertas especificaciones para su sistema de autopistas interestatales.

Autopistas interestatales de Puerto Rico

## Conectores intermodales
Los conectores intermodales son una clasificación de carretera asignada a ciertas rutas que permiten una conexión directa a determinadas instalaciones de transporte no terrestre (puertos o aeropuertos) desde la red primaria. A diferencia de las cuatro redes viales básicas, los conectores intermodales no poseen un identificador exclusivo, aunque en los mapas oficiales del DTOP suelen trazarse con un color distintivo.

## Rutas forestales

Identificador de la ruta forestal 186
Identificador de la ruta forestal 191

El bosque nacional El Yunque utiliza el marcador de carretera forestal federal en sus principales rutas de acceso. El identificador consiste en un trapecio invertido de color marrón con la frase bosque nacional debajo del número de la ruta. Este es un marcador utilizado a lo largo de las carreteras forestales en los Estados Unidos.

## Carreteras municipales
En Puerto Rico, las carreteras municipales no conforman una quinta red del sistema nacional de carreteras. Una carretera municipal se refiere a cualquier vía pública que no esté identificada con un marcador de ninguna de las redes del sistema. A diferencia de las rutas estatales, que están identificadas con números, las vías municipales están señalizadas con nombres, como calle Pedro Albizu Campos.
Las carreteras terciarias no son municipales, aunque el término carretera municipal se ha utilizado para referirse a una carretera estatal terciaria. La confusión proviene del contexto en el que se esté usando el término. Cuando el término carretera municipal aparece en el ámbito de carreteras cuya propiedad y mantenimiento se rigen por el Gobierno estatal, carreteras municipales se refiere a la red estatal terciaria. En este sentido, un camino municipal y un camino terciario estatal aluden a la misma red de caminos estatales. Sin embargo, si el término se produce en el contexto de las carreteras cuya propiedad y mantenimiento se rige por un Gobierno municipal, se refiere a la red de calles y carreteras locales que conforman el paisaje urbano de un municipio.
La función de una carretera también puede indicar si un camino es municipal o no. En su sentido más estricto, las carreteras municipales son vías dentro del centro urbano de un municipio que proporcionan acceso desde un vecindario urbano a otro, dentro de la misma ciudad, pueblo o municipio. En el contexto más amplio del sistema de rutas estatales, las carreteras municipales se refieren a las vías que proporcionan acceso a la zona urbana principal de un municipio desde las comunidades periféricas; es decir, la red terciaria.
Las carreteras municipales son mantenidas por el municipio donde se localizan, mientras que las rutas terciarias son mantenidas por el Gobierno estatal. Como se indica en la sección Mantenimiento, a veces el Gobierno estatal ha celebrado un memorando de acuerdo con los Gobiernos municipales para el mantenimiento de una ruta terciaria estatal (tenga en cuenta que esta es una vía estatal que corre completamente dentro de un solo municipio, pero esto no la convierte en un camino municipal: el camino continúa manteniendo su señalización y propiedad estatal).

## Lista de rutas

### Autopistas interestatales
- Interestatal PR1
- Interestatal PR2
- Interestatal PR3

### Autopistas y expresos
- Carretera PR-1 (expreso Luis Muñoz Rivera)
- Carretera PR-2 (expresos John F. Kennedy y Roberto Sánchez Vilella)
- Carretera PR-5 (expreso Río Hondo)
- Carretera PR-9 (ronda de circunvalación Román Baldorioty de Castro)
- Carretera PR-12 (avenida Santiago de los Caballeros)
- Carretera PR-17 (expreso Jesús T. Piñero)
- Carretera PR-18 (expreso Las Américas)
- Carretera PR-20 (expreso Rafael Martínez Nadal)
- Carretera PR-22 (autopista José de Diego)
- Carretera PR-26 (expreso Román Baldorioty de Castro)
- Carretera PR-30 (expreso Cruz Ortiz Stella)
- Carretera PR-52 (autopista Luis A. Ferré)
- Carretera PR-53 (autopistas Dr. José Celso Barbosa y José M. Dávila Monsanto)
- Carretera PR-60 (expreso Dionisio Casillas)
- Carretera PR-66 (autopista Roberto Sánchez Vilella)
- Carretera PR-165 (avenida El Caño)

### Conectores intermodales
- Carretera PR-1 (muelles de San Juan)
- Carretera PR-12 (Puerto de las Américas Rafael Cordero Santiago)
- Carretera PR-107 (Aeropuerto Internacional Rafael Hernández)
- Carretera PR-110 (Aeropuerto Internacional Rafael Hernández)
- Carretera PR-194 (puerto de Fajardo)
- Carretera PR-195 (puerto de Fajardo)

### Rutas forestales
- Carretera PR-186 (bosque nacional El Yunque)
- Carretera PR-191 (bosque nacional El Yunque)